# T.J. Miller
Todd Joseph Miller (sinh ngày 4 tháng 6 năm 1981) là một diễn viên, nghệ sĩ hài độc thoại, nhà sản xuất phim người Mỹ.
Khoảng thời gian từ năm 2014 đến 2017, anh vào vai Erlich Bachman trong sitcom Silicon Valley (đài HBO). Một vài phim điện ảnh khác mà anh từng tham gia có thể đến đó là: Cloverfield, Big Hero 6, Deadpool, The Emoji Movie, Ready Player One và Deadpool 2.

## Danh sách phim

### Điện ảnh
| Năm  | Tên                                       | Vai                           | Ghi chú                  |
| ---- | ----------------------------------------- | ----------------------------- | ------------------------ |
| 2008 | Thảm họa diệt vong                        | Hudson "Hud" Platt            |                          |
| 2009 | The Goods: Live Hard, Sell Hard           | Cessna Jim                    |                          |
| 2009 | Extract                                   | Rory                          |                          |
| 2010 | She's Out of My League                    | Wendell ("Stainer")           |                          |
| 2010 | How to Train Your Dragon                  | Tuffnut Thorston (lồng tiếng) |                          |
| 2010 | Get Him to the Greek                      | Brian                         |                          |
| 2010 | Unstoppable                               | Gilleece                      |                          |
| 2010 | Yogi Bear                                 | Ranger Jones                  |                          |
| 2010 | Gulliver's Travels                        | Dan Quint                     |                          |
| 2010 | Successful Alcoholics                     | Drake                         | Phim ngắn, đồng kịch bản |
| 2011 | Our Idiot Brother                         | Billy Orwin                   |                          |
| 2011 | Charlie on Parole                         | Charlie                       | Phim ngắn                |
| 2012 | Rock of Ages                              | Nhân viên của Rolling Stone   |                          |
| 2012 | Seeking a Friend for the End of the World | Darcy                         |                          |
| 2014 | How to Train Your Dragon 2                | Tuffnut Thorston (lồng tiếng) |                          |
| 2014 | Transformers: Age of Extinction           | Lucas Flannery                |                          |
| 2014 | Big Hero 6                                | Fred (lồng tiếng)             |                          |
| 2014 | Search Party                              | Jason                         |                          |
| 2015 | Hell and Back                             | Augie (lồng tiếng)            |                          |
| 2016 | Deadpool                                  | Jack Hammer/Weasel            |                          |
| 2016 | Office Christmas Party                    | Clay Vanstone                 |                          |
| 2017 | Goon: Last of the Enforcers               | Chad Bailey                   |                          |
| 2017 | The Emoji Movie                           | Gene (lồng tiếng)             |                          |
| 2018 | Ready Player One                          | i-R0k                         |                          |
| 2018 | Deadpool 2                                | Jack Hammer / Weasel          |                          |
| 2018 | Underwater                                |                               |                          |
| 2019 | Bí kíp luyện rồng: Vùng đất bí ẩn         | Tuffnut Thorston (lồng tiếng) |                          |